# Arbeiterbildung
Unter Arbeiterbildung wird die Bildung verstanden, die spezifisch auf die Situation und die Bedürfnisse von Arbeitern eingeht.

## Geschichte
Im Jahr 1844 wurde die erste Volkshochschule von Nikolai Frederik Severin Grundtvig eröffnet.
In Capri (Italien) versuchten Alexander A. Bogdanow und Maxim Gorki in einer Schule russische Fabrikarbeiter zu unterrichten gemäß einer Theorie, die Bogdanow in Die Wissenschaft und die Arbeiterklasse thematisierte. In Russland sollten die Voraussetzungen einer Proletarischen Kultur die Proletarischen Universitäten sein. Die erste Allrussische Konferenz der Proletkult-Organisation zum Thema „Wissenschaft und Arbeiterklasse“ brachte am 17. Dezember 1918 hierzu eine entsprechende Resolution heraus.

### Arbeiterbildung in Deutschland bis 1945
Die Arbeiterbildung in Deutschland ist zu unterscheiden in
- die bürgerlich liberale Arbeiterbildung
- die christliche Arbeiterbildung
- die proletarisch-sozialistische Arbeiterbildung

Die Ursprünge der Arbeiterbildung in Deutschland gehen zurück auf Bemühungen der Arbeiterbildungsvereine im 19. Jahrhundert, die anfänglich deutlich einem emanzipatorischen Ansatz verschrieben waren. Hier gründen sich auch die ersten gewerkschaftlichen und sozialistischen Weiterbildungsinitiativen. Sie waren ebenfalls wegweisend für die Erwachsenenbildung. Die Arbeiterbildungsarbeit nahm unter der schwierigen Situation der bismarckschen Sozialistengesetze zu Zeiten des Deutschen Kaiserreiches ihren Anfang. Infolge des Verbots erhielten Arbeiterbildungsvereine, Arbeitermusikvereine und -sportvereine als Tarnorganisationen der Parteien großen Zulauf. Schulbildung, Wissen über politische und ökonomische Grundlagen, Kunst, Literatur, Theater und Geistes- und Naturwissenschaften sollten auch Arbeitern und Arbeiterinnen zustehen. So gründete Max Hirsch im 19. Jahrhundert die erste Volksuniversität, die Humboldt-Akademie. 1890 schuf Bruno Wille zusammen mit Wilhelm Bölsche und Julius Türk die „Freie Volksbühne“, um auch „dem einfachen Arbeiter aus dem Volke“ (Zitat Wille) das Theater nahezubringen. Die Premiere hatte die Volksbühne mit Henrik Ibsens Stützen der Gesellschaft am 19. Oktober 1890 im dafür angemieteten Ostend-Theater. Bereits zwei Jahre später war Wille mit dem politischen Konzept (für das u. a. Franz Mehring verantwortlich zeichnete) nicht mehr einverstanden und deshalb gründete er die Neue Freie Volksbühne. Die künstlerische, pädagogische und politische Leitung übernahmen neben Wille Max Dreyer, Ludwig Jacobowski, Gustav Landauer, Emil Lessing und Fritz Mauthner.
Mit der Zulassung der Gewerkschaften und der SPD kam es zur Einrichtung von Schulen mit hauptamtlichen Lehrkräften im Bereich der politischen bzw. gewerkschaftlichen Bildung. 1906 eröffnete die SPD als Konkurrenz zu syndikalistischen und katholischen Bildungsangeboten ihre zentrale Parteischule in Berlin, an der u. a. Franz Mehring, Anton Pannekoek und Rosa Luxemburg unterrichteten.
Allerdings dienten diese Einrichtungen fast ausschließlich der (Aus-)Bildung zukünftiger Funktionäre. Arbeiterbildung als Massenbildung wurde vor allem von den sogenannten Wanderlehrern getragen.
Daneben spielte noch die Heimvolkshochschulbewegung eine Rolle. 1901 eröffnete Bruno Wille zusammen mit Bölsche in Berlin-Friedrichshagen die Freie Hochschule im Sinne der Arbeiterbildung und wurde dort auch Dozent für Theologie und Philosophie. Die ersten deutschen Volkshochschulen entstanden in der Zeit der Weimarer Republik. Im Artikel 148 der Reichsverfassung von 1919 wurde die Förderung des Bildungswesens, einschließlich der Volkshochschulen, erstmals gesetzlich verankert. Sie waren beeinflusst durch die
Heim-Volkshochschulbewegung Grundtvig’scher Prägung. 1921 wurde in Frankfurt (Main) die Akademie der Arbeit als „erste deutsche Hochschule für das Volk der Arbeit“ gegründet, die den Arbeitern noch besser als in den allgemeineren Volkshochschulen eine auf ihre speziellen Bedürfnisse zugeschnittene wissenschaftliche Fort- und Abschlussbildung ermöglichen sollte.
1948 gründete Willi Hammelrath die „Arbeiterhochschule Burg Vondern“ in Oberhausen im Rheinland, einer der ersten Neugründungen einer Volkshochschule nach dem Kriege. Sie war die Vorläuferin der späteren Städtischen Volkshochschule Oberhausen, die dann von Hilmar Hoffmann übernommen wurde. Während dieser Zeit betätigte er sich als Lehrer am Gymnasium. Gleichzeitig betätigte er sich intensiv in der Erwachsenenbildung, insbesondere bei Bergarbeitern, auch in anderen Städten des Ruhrgebiets.
Eine spezielle Rolle spielten Leih- und Arbeiterbibliotheken sowie die Bücherhallen. Bis zum Anfang des 19. Jahrhunderts waren die Bibliotheken der Kirchen und Universitäten vor allem den Würdenträgern, Gelehrten und Studenten zugänglich. Das bis dahin weitestgehend schreib- und leseunkundige Bauern- und Arbeitervolk war ausgeschlossen. Das änderte sich mit der proletarischen Bewegung und auch damit, dass die Massenproduktion von Büchern neue Absatzmärkte suchte. In den öffentlich zugänglichen Bibliotheken waren nun durchaus nicht nur Trivialliteratur, sondern auch im Sinne der Aufklärung wissenschaftliche Bände enthalten, z. B. besaß das Literarische Museum von Leipzig 1849 circa 81 % Belletristik, 3 % Kinderliteratur und 16 % wissenschaftliche und Fachliteratur. Mit dem Aufkommen der Sozialdemokratie und der Gewerkschaften kam verstärkt politische, agitatorische und propagandistische Literatur der Arbeiterbewegung in Deutschland hinzu. Den letzten Höhepunkt der proletarischen Arbeiterbildung bildeten vor der Machtergreifung der Nationalsozialisten 1933 die Marxistischen Arbeiterschulen (MASCH).

## Gewerkschaftliche Bildungsarbeit
Ein Schwerpunkt der Bildungsarbeit der Gewerkschaften sind die Betriebsräte-Seminare, in denen Betriebsräte für ihre Interessenvertretung der Arbeitnehmer ausgebildet werden.
Für die klassische Arbeiterbildung der Gewerkschaften sind die Arbeiten Oskar Negts immer von starkem Interesse gewesen. Negt geht von dem sogenannten Erfahrungsansatz aus. Erfahrungen, bilden sich in der Praxis, sie sind ein Handlungswissen. Durch Lernprozesse können Erkenntnisse aus der eigenen sozialen Situation gewonnen werden, welche mitunter zum Gestalten führen. Dieser Ansatz kommt in der Arbeiterbildung z. B. in den Bildungsurlaubs-Seminaren vor.

### Arbeit und Leben
Arbeit und Leben wurde 1948 in Westdeutschland gemeinsam vom DGB und seinen Mitgliedsgewerkschaften und den Volkshochschulen gegründet und wird seither von ihnen paritätisch getragen. In dieser Scharnierfunktion übernahm die Organisation Arbeit und Leben Aufgaben der klassischen Arbeiterbildung.
- 2007 erhielt Arbeit und Leben den Preis für Innovation in der Erwachsenenbildung für Berlin im Untergrund – die Stadt unter der Stadt.[5][6]

### Bildungsurlaub
Bildungsurlaub ist eine besondere Form des Urlaubs, die der beruflichen oder politischen Weiterbildung dient. Er wird oft auch Bildungsfreistellung genannt, um den Eindruck eines Erholungsurlaubs zu vermeiden. Er ist auch von Sonderurlaub, z. B. für staatsbürgerliche Zwecke, zu unterscheiden (Teilnahme als Wahlhelfer, Zeugenaussagen usw.).
Anders als andere Urlaubsformen ist der Bildungsurlaub auch bei Arbeitnehmern und Arbeitnehmerinnen nicht bundesgesetzlich geregelt. Stattdessen gibt es in vielen Bundesländern Landesgesetze, die ihnen einen Anspruch auf die Gewährung von Bildungsurlaub einräumen. In der Regel gehen diese Landesgesetze von einer bezahlten Freistellung von fünf Arbeitstagen pro Jahr aus. Derzeit nehmen nur etwa 1,5 bis 2 Prozent aller Arbeitnehmer ihren Anspruch auf Bildungsurlaub auch wahr.
Von 1984 bis 2004 existierte an der Westfälischen Wilhelms-Universität ein Kooperationsprojekt zwischen dem Arbeitskreis Gewerkschaftliche Bildungsarbeit, gegründet 1984 als interdisziplinäres Projekt des Instituts für Soziologie, und des Instituts für Sozialpädagogik und dem DGB-Bildungswerk NRW. Dieses betreute ab 1985 die Seminare des Bildungsurlaubs, die vom DGB-Bildungswerk NRW nach dem Arbeitnehmer-Weiterbildungs-Gesetz (AwbG) angeboten werden. Die Mitglieder des Arbeitskreises waren in der Mehrzahl Studierende oder ehemalige Studierende der Universität Münster.